# Piers Courage
Piers Raymond Courage (Colchester, 27 de mayo de 1942-Zandvoort, 21 de junio de 1970) fue un piloto de automovilismo británico. Corrió 30 Grandes Premios de Fórmula 1, donde obtuvo dos podios (Mónaco y Estados Unidos 1969) y un total de 20 puntos.

## Carrera

### 24 Horas de Le Mans
Disputó las 24 Horas de Le Mans de 1966, 1967, 1969 y 1970, obteniendo un cuarto puesto como mejor resultado.

### Fórmula 1
Piers debutó en la Fórmula 1 en el Gran Premio de Alemania de 1966, con un coche de Lotus. Al año siguiente disputó otros tres Grandes Premios con el equipo Reg Parnell Racing.
1968 fue su primera temporada completa; obtuvo sus primeros puntos en el Gran Premio de Francia, y volvió a puntuar en Italia con un cuarto puesto. En la temporada 1969 pasó al equipo Williams y finalizó 8° con 16 puntos, tras haber puntuado en cuatro carreras; dos de ellas en el podio.
Ya en 1970, tuvo un difícil comienzo ya que abandonó en las primeras cuatro carreras.

#### Muerte
Falleció el 21 de junio de 1970, en el Gran Premio de los Países Bajos de 1970 en Zandvoort, debido a que su monoplaza se incendió tras un accidente.

## Resultados

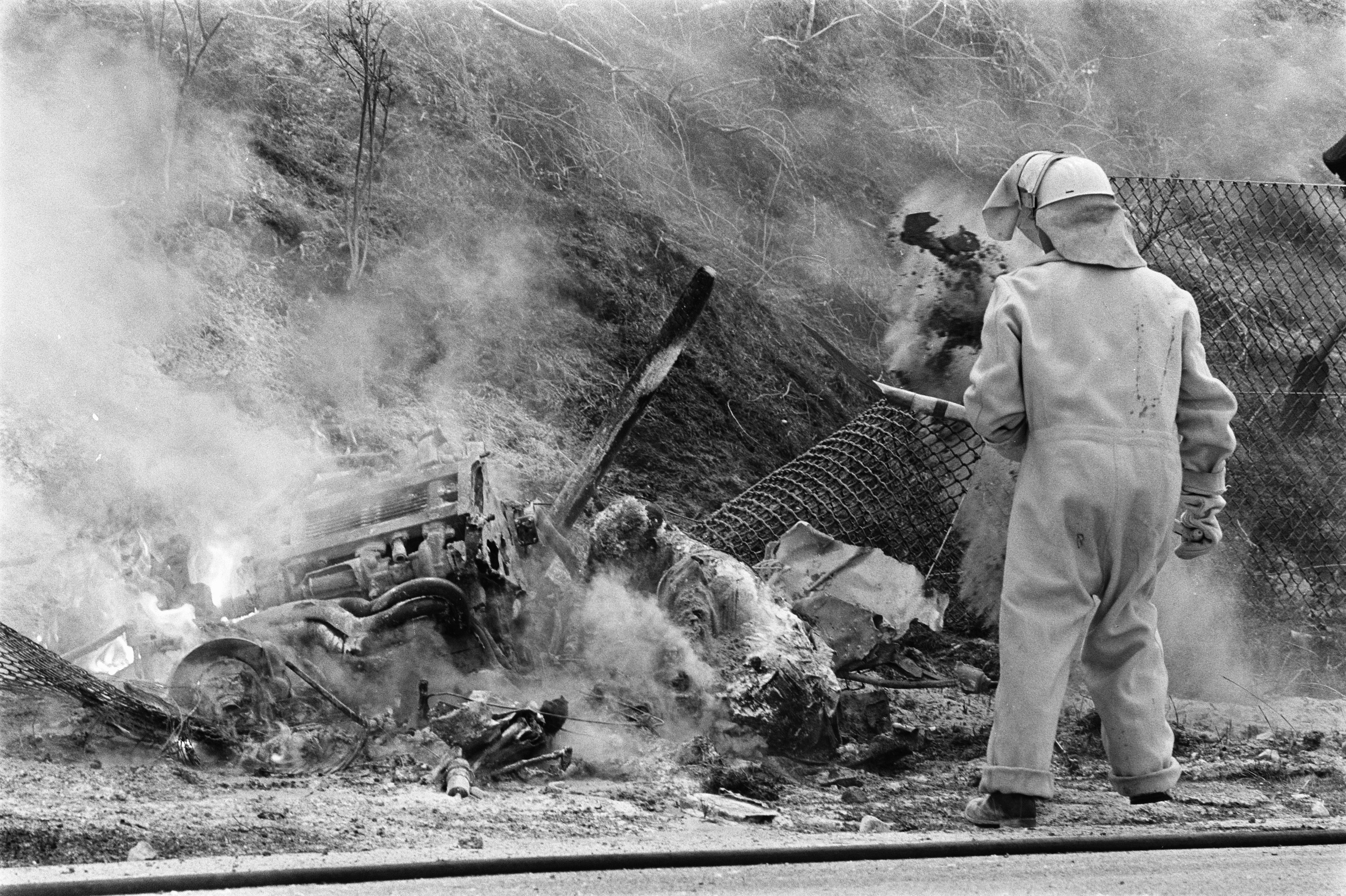
Monoplaza de Courage luego del accidente, mientras intentaban apagar el fuego.

### Fórmula 1
(Clave) (negrita indica pole position) (cursiva indica vuelta rápida)

| Año         | Escudería                  | 1       | 2       | 3       | 4       | 5       | 6       | 7       | 8     | 9       | 10      | 11      | 12      | 13  | Pos. | Puntos |
| ----------- | -------------------------- | ------- | ------- | ------- | ------- | ------- | ------- | ------- | ----- | ------- | ------- | ------- | ------- | --- | ---- | ------ |
| 1966        | Team Lotus                 | MON     | BEL     | FRA     | GBR     | NED     | GER Ret | ITA     | USA   | MEX     |         |         |         |     | NC   | 0      |
| 1967        | Reg Parnell Racing         | RSA Ret | MON Ret | NED DNP | BEL     | FRA     | GBR DNS | GER     | CAN   | ITA     | USA     | MEX     |         |     | NC   | 0      |
| 1968        | Reg Parnell Racing         | RSA     | ESP Ret | MON Ret | BEL Ret | NED Ret | FRA 6   | GBR 8   | GER 8 | ITA 4   | CAN Ret | USA Ret | MEX Ret |     | 19.º | 4      |
| 1969        | Frank Williams Racing Cars | RSA     | ESP Ret | MON 2   | NED Ret | FRA Ret | GBR 5   | GER Ret | ITA 5 | CAN Ret | USA 2   | MEX 10  |         |     | 8.º  | 16     |
| 1970        | Frank Williams Racing Cars | RSA Ret | ESP DNS | MON NC  | BEL Ret | NED Ret | FRA     | GBR     | GER   | AUT     | ITA     | CAN     | USA     | MEX | NC   | 0      |
| Referencia: |                            |         |         |         |         |         |         |         |       |         |         |         |         |     |      |        |